# أسباس (إقليد)
أسباس (بالفارسية: اسپاس) هي قرية تقع في قسم آسباس الريفي (مقاطعة إقليد) في إيران. يقدر عدد سكانها بـ 2,069 نسمة .